# Antonio Chover Salom
Antonio Chover Salom   (Tavernes de la Valldigna, 12 de setembre de 1922 - València, 17 d'abril de 2014) va ser un compositor, director, musicòleg i docent que va investigar la música tradicional de la seva localitat natal, va dirigir les bandes de música de Benifairó de la Valldigna, Càrcer i Sagunt i des de 1951 va ser per oposició músic director de banda militar a Cadis, on va tenir al seu càrrec la banda del Regiment d'Infanteria núm. 41 fins a la seva retirada en 1987.

## Biografia
Antonio Chover Salom es va iniciar en l'estudi de la guitarra amb el seu avi matern cap a 1932, segons compta en un diari inèdit conservat per la seua família. A la seua mort va continuar estudiant guitarra i música i va començar a relacionar-se amb figures de la cultura valencianista local com el metge Francisco Valiente Izquierdo i Ladislao Marí Simó, dramaturg aficionat.
En 1935 va començar a estudiar flauta i clarinet amb el mestre Fernando Tormo en el Centre Recreatiu Musical i també en el Centre Artístic Musical. Poc després va ser alumne durant diversos anys en la propera ciutat de Gandia de Salvador García García, conegut com Panxa Verda, deixeble de Francisco Tárrega, amb qui va estudiar guitarra i solfeig. Al llarg d'aquests difícils anys va estudiar també el batxillerat a València i va iniciar estudis de perit mercantil, però en 1940 els va abandonar per a dedicar-se plenament a la música.
Entre 1939 i 1940 va començar a rebre classes particulars de Manuel Palau i es va matricular en el Conservatori de València. En 1943 va iniciar el seu servei militar en el Regiment Mixt d'Enginyers núm. 3 d'Osca, en el qual va seguir fins a 1950, amb permisos periòdics que li van permetre tornar a València i Tavernes i prosseguir la seua formació musical. Aquest mateix any de 1943 va començar a col·laborar amb el diari Las Provincias amb articles sobre folklore i l'actualitat musical de la comarca de la Valldigna, i amb la revista Ritmo, on va publicar cròniques i crítiques.
Mentre continuava els seus estudis particulars amb Palau i oficials en el Conservatori, en 1946 va debutar com a director de la banda de Benifairó de la Valldigna, i en 1947 va dirigir també la de Càrcer. D'aquest any és la seua Dansa Hispana, per a banda, perduda. En 1948 es va graduar en el Conservatori. La seua Primera simfonia, presentada al premi de Composició, va ser reconeguda amb un diploma de primera classe. Va començar a col·laborar llavors com a becari en les missions folklòriques que dirigia Manuel Palau des del recentment creat Institut de Musicologia de la Institució Alfons el Magnànim. Chover va ser encarregat de la zona de la Valldigna. Palau li va proposar també entrar com a professor interí en el conservatori, però les condicions laborals eren precàries i Chover va preferir preparar l'accés al càrrec de Director Músic de l'Exèrcit. D'aquesta època data també el seu poema líric per a cor mixt i orquestra La nova paràbola del sembrador, igualment perdut hui dia.
En 1951 va accedir a la direcció de la banda de la Societat Musical Lira Saguntina, i Alfons el magnànim va publicar el seu estudi Cançons, danses i pregons de Tavernes de la Valldigna, fruit de més de tretze anys de treball de camp. Aquest mateix any va ingressar per oposició com Caballero Cadete en el Cos de Directors Músics de l'Exèrcit, amb destinació definitiva com a Director Alferes en la Banda de Música del regiment d'Infanteria de Cadis número 41 (Agrupació Especial de Costa). L'elecció d'aquesta destinació es va deure al fet que tenia allí un amic d'infància destinat com a sotsoficial, Mario Pérez, que li va recomanar la plaça.
En 1952 va accedir per promoció al grau de Tinent Director. Instal·lat ja a Cadis, va començar a fer classes particulars de guitarra, harmonia i composició i va reprendre la seua obra compositiva. En 1959 va publicar Cádiz. Pequeña suite original para guitarra, la bona acceptació de la qual li va estimular per a seguir endavant amb el seu catàleg per a aquest instrument, al qual va dedicar més obres. No obstant això va escriure també obres per a piano, sobretot en una etapa tardana, a partir de Tres corpúsculos (1983), per a veu solista, per a cor i per a altres formacions. Entre aquestes últimes, La barraca (1967) va aconseguir certa popularitat i segueix en repertori d'alguns cors.
El de 1967 va ser un any productiu per a Antonio Chover com a compositor per a guitarra. És el temps de Salmo, d'Homenaje a Escocia, de Cadencias del Sur i de diversos dels seus Preludios cósmicos. Entre 1968 i 1969 va treballar en Suite de Valencia, homenatge al seu mestre Manuel Palau mort poc temps enrere. En 1972 va decidir començar estudis formals de guitarra en el Conservatori Superior de Màlaga i en 1974 va obtenir el títol. En 1976 va començar a col·laborar com a jurat, proposat pel Conservatori de Cadis, en el Premi de Composició Manuel de Falla.
Quant a la seua carrera en l'exèrcit, en 1960 Chover va ascendir a Capità Director de Músiques Militars i en 1975 a Comandant, graduació amb la qual es va retirar. Va passar a la reserva activa en 1983 i va causar baixa en la banda de música del Govern Militar de Cadis, agregada al Regiment Mixt d'Artilleria núm. 4. Va passar a la situació de retirat en 1987. La seua producció de música per a banda es va iniciar abans del seu ingrés en l'exèrcit, però en l'època en què va exercir com a director de Música Militar va compondre diverses obres que sens dubte interpretaria la banda al seu càrrec, com Fagina (1954), Forestal (1964) i les marxes Olimpia i Independencia, totes dues de 1964.
Després del seu retir, Chover va mantenir les seues activitats docents particulars a Cadis. La seua col·laboració amb el Conservatori de Cadis havia anat estrenyent-se al llarg dels anys i en 1987 aquesta institució docent se'l va reconèixer en concedir-li la seua Medalla d'Or. Sense haver arribat a ser professor seu, va ser durant molts anys una referència per les seues classes particulars a alumnes i professors del Conservatori i per la seua implicació en els tribunals d'oposicions per a cobrir places vacants en el centre. En 1992 va tornar a Tavernes, encara que va continuar passant llargues temporades a Cadis fins a començaments de la següent dècada.
Pel que fa a la seua producció musical, Antonio Chover va continuar component fins almenys 1994, sobretot obres per a guitarra, també per a piano i alguna cançó. Després d'aquesta data va escriure algun text sobre música tradicional però amb la salut ja una mica delicada pràcticament va abandonar les activitats musicals públiques. En 2013 l'Ajuntament de Tavernes de la Valldigna va acordar per unanimitat nomenar-li fill predilecte. Va morir en 2014.

## Distincions
- Conservatori de Cadis (Medalla d'Or, 1989)
- Tavernes de la Valldigna (Fill predilecte, 2013)
- Mancomunitat de la Valldigna (Amic de la Valldigna, 2014)